# Photovoltaisch-thermischer Sonnenkollektor
Ein Photovoltaisch-thermischer Sonnenkollektor (PVT-Kollektor) erzeugt aus Sonnenlicht elektrische Energie und Wärme und kombiniert zu diesem Zweck ein Photovoltaik-Modul mit einem thermischen Solarkollektor. Der PVT-Kollektor wird auch als Hybrid-Sonnenkollektor oder als Hybrid-Kollektor bezeichnet.

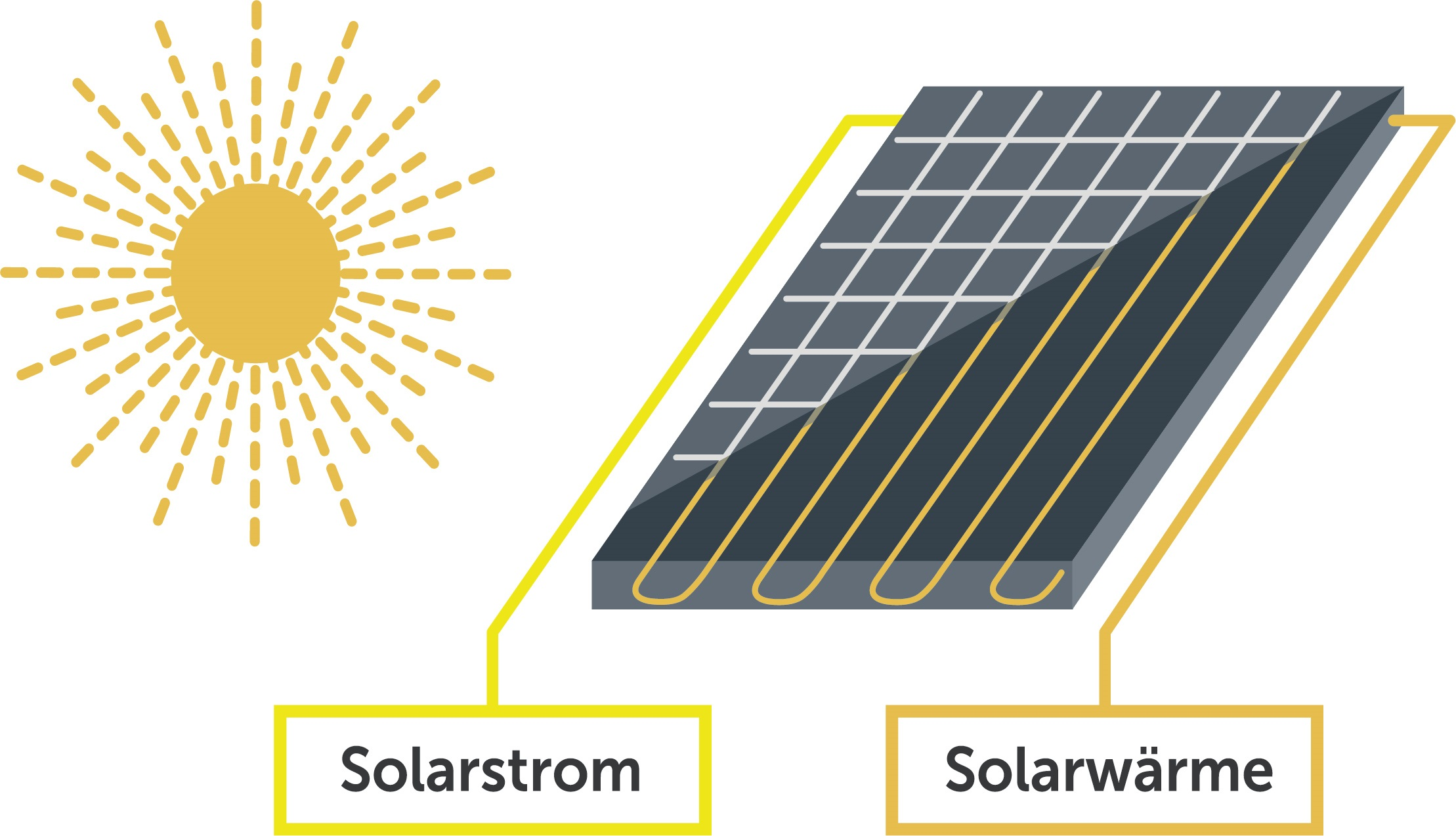
Photovoltaisch-thermischer Sonnenkollektor (PVT-Kollektor)

Photovoltaik-Module wandeln je nach Technologie üblicherweise rund 20 % (Stand 2023) der eingestrahlten Sonnenenergie in elektrische Energie um, Anfang der 2000er Jahre waren es ca. 10–20 %. Die restliche Solarstrahlung wird teilweise reflektiert und geht zum Großteil in Form von Wärme verloren. PVT-Kollektoren nutzen diese Wärmeenergie, um einen Wärmeträger zu erwärmen. Über das Jahr hinweg können PVT-Kollektoren, je nach Bauform, je nach Angabe die ca. 3-fache Gesamtenergie, also Wärme und elektrische Energie zusammengenommen, gewinnen als ein Photovoltaik-Modul auf der gleichen Fläche; in älteren Angaben bei noch schlechterer PV-Technik wird auch 4-fach mehr genannt. Zu diesem Zweck wird an der Rückseite des Photovoltaik-Moduls ein Rohrregister angebracht, das von einem Wärmeträger durchflossen wird. Somit kann die Abwärme der Photovoltaik-Module, bei entsprechender Bauart auch die Umgebungswärme, genutzt und einer Wärmesenke zur Verfügung gestellt werden.
Als zusätzlicher Effekt können die Photovoltaik-Module gekühlt werden und damit deren Wirkungsgrad verbessert werden, da der Wirkungsgrad von Solarzellen bei steigender Temperatur um ca. 0,2 bis 0,5 Prozentpunkte pro °C abnimmt. Ihre thermische Leistung ist jedoch im Vergleich zu einem reinen thermischen Kollektor geringer, da die maximale Betriebstemperatur für die meisten PVT-Kollektoren auf einen Wert unterhalb der maximal zulässigen Zelltemperatur der PV-Module begrenzt ist, typischerweise unter 100 °C. Aufgrund des vergleichsweise geringen Wirkungsgrades der Photovoltaik-Module unter 20 % wird auch bei diesen niedrigen Temperaturen meist noch mindestens doppelt so viel Wärme wie elektrische Energie gewonnen.
Bei mit Schnee bedeckt Modulen besteht zusätzlich die Möglichkeit, diese mit dem thermischen System kurzzeitig aufzuheizen und den Schnee abzutauen, so dass eine Stromerzeugung wieder ermöglicht wird.

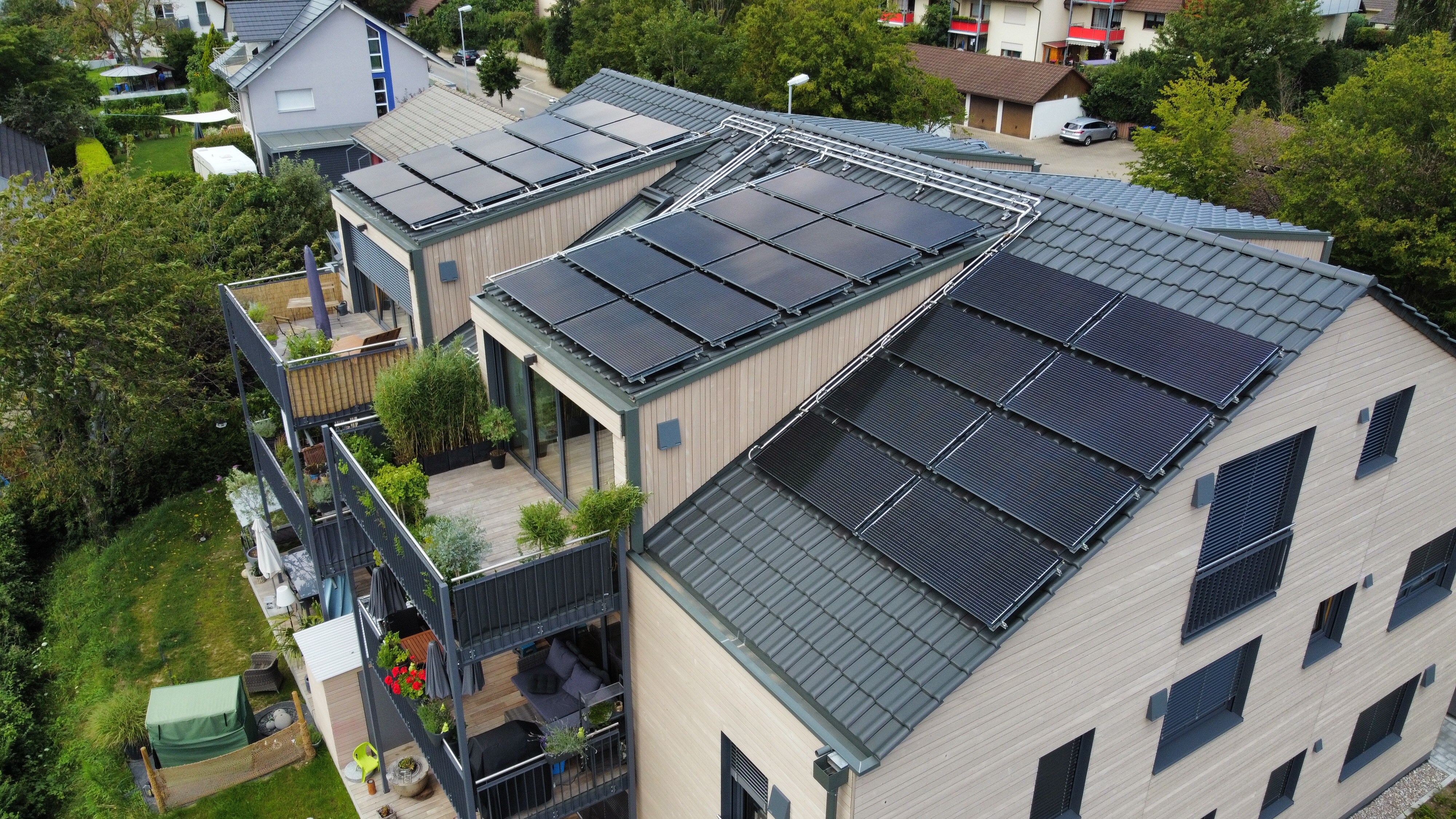
PVT-Kollektoren auf einem Mehrfamilienhaus in Süddeutschland

## Aufbau eines PVT-Kollektors

Schematischer Aufbau eines PVT-Kollektors

PVT-Kollektoren bestehen aus einem PV-Modul und einem Rohrregister, in dem sich ein Wärmeträger befindet. Das Rohrregister besteht aus Metall (meist Kupfer oder Aluminium) oder Kunststoff und ist mit dem PV-Modul entweder verklebt, laminiert oder in den Rahmen eingeklemmt, um einen guten thermischen Kontakt zum PV-Modul herzustellen. 
Manche Konstruktionen ermöglichen, dass es bei bestehenden PV-Anlagen nachgerüstet werden kann. Sonderbauformen die ausschließlich zusammen mit Wärmepumpensystemen betrieben werden verzichten auf den thermischen Kontakt zum PV-Modul um die Aufnahme der Umgebungswärme durch das Rohrregister zu optimieren.

## Kollektortypen
Seit den 1970er Jahren wurden umfangreiche Forschungsarbeiten zur Entwicklung verschiedener Bauformen von PVT-Kollektoren durchgeführt. Die verschiedenen PVT-Kollektortechnologien unterscheiden sich in ihrem Kollektordesign und sind für unterschiedliche Anwendungen geeignet, die von Niedertemperaturwärme unterhalb der Umgebungstemperatur bis zu Hochtemperaturwärme über 100 °C reichen. Als kommerzielle Produkte sind eine Reihe von PVT-Kollektoren erhältlich, die sich je nach Wärmeträger in die folgenden beiden Kategorien einteilen lassen:

### Flüssigkeitsgekühlter Kollektor
Dieser PVT-Typ verwendet Rohrregister aus Metall oder Kunststoff, die an der Rückseite eines PV-Moduls angebracht sind. In diesen zirkuliert ein Wärmeträger, typischerweise Wasser oder ein Wasser-Glykol-Gemisch. Die Wärme von den PV-Modulen wird somit vom Wärmeträger aufgenommen, vorausgesetzt, dessen Temperatur liegt unter der Temperatur der PV-Module.

### Luftkollektor

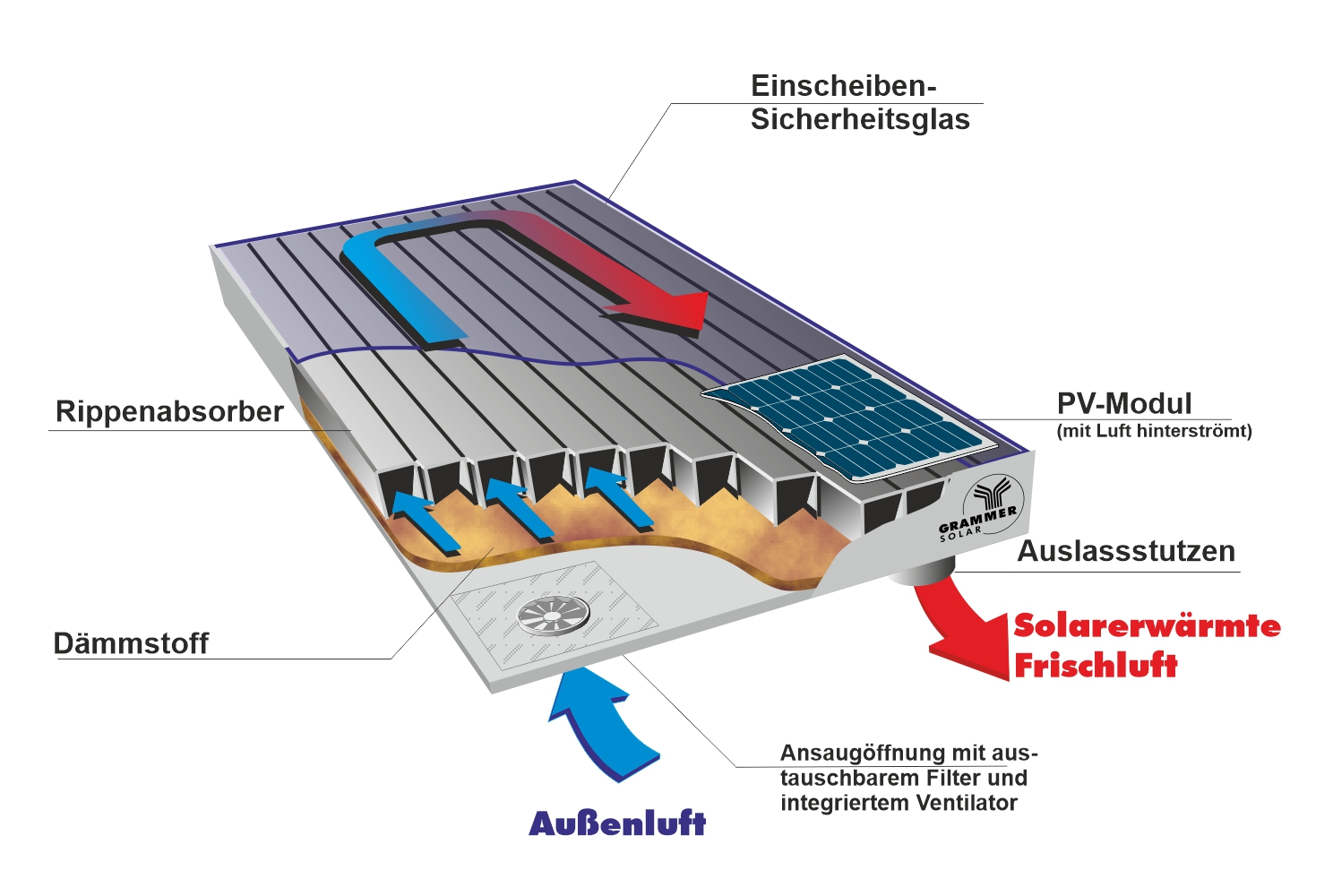
Beispiel PVT-Luftkollektor

Beim PVT-Luftkollektor wird als Wärmeträger Luft anstatt einer Flüssigkeit verwendet. Die Luft durchströmt eine thermisch leitfähige Struktur, an der die PV-Module befestigt sind. PVT-Luftkollektoren saugen entweder frische Außenluft an oder verwenden Luft als zirkulierenden Wärmeträger in einem geschlossenen Kreislauf. Die erwärmte Luft wird entweder dem HLK-System (HLK: Heizung, Lüftung, Klimatechnik) des Gebäudes zugeführt, oder an die Umgebung abgegeben. Die spezifische Wärmekapazität von Luft ist wesentlich geringer als die von typischerweise verwendeten flüssigen Wärmeträgern. Um die gleiche thermische Leistung abzuführen, erfordert dies daher einen entsprechend höheren Volumenstrom als bei einem flüssigkeitsgekühlten PVT-Kollektor. Der Vorteil ist die weniger komplexe und dadurch kostengünstigere Technologie.
Die erwärmte Luft wird dem HLK-System des Gebäudes zugeführt, um Wärmeenergie zu liefern. Bei offenen Systemen wird überschüssige Wärme an die Umgebung abgeleitet. PVT-Luftkollektoren können so betrieben werden, dass die Kühlung der PV-Module Priorität hat, um mehr Strom zu erzeugen und um dabei ihre thermische Degradation zu reduzieren.
PVT-Luftkollektorkonfigurationen reichen von einem einfachen, geschlossenen, flachen „Metallkasten“ mit Ansaug- und Auslassöffnung bis hin zu Konfiguration mit optimierten Wärmeübertragungsflächen, die eine gleichmäßige Wärmeübertragung von den PV-Modulen an die Luft in einem weiten Bereich von Betriebs- und Umgebungsbedingungen ermöglichen.
PVT-Luftkollektoren können als unabgedeckte oder abgedeckte Konstruktionen ausgeführt werden.

## Bauformen
Zusätzlich zur Klassifizierung nach dem Wärmeträger können PVT-Kollektoren auch nach dem Vorhandensein einer Wärmeübertragerfläche zur Luft, einer Sekundärverglasung zur Reduzierung der Wärmeverluste und dem Vorhandensein einer Vorrichtung zur Konzentration der Sonneneinstrahlung kategorisiert werden:
- Unabgedeckter PVT-Kollektor (WISC: Wind and infrared sensitive collector, PVT)
- PVT-Kollektor mit Luft-Sole-Wärmeübertrager (PVT Luft-Sole-Kollektor oder PVT-Wärmepumpenkollektor)
- Abgedeckter PVT-Kollektor
- Konzentrierender PVT-Kollektor (CPVT / Concentrating PVT Collector)

Das Design und die Art der PVT-Kollektoren legen die Betriebstemperaturen und damit mögliche Anwendungen fest, sowie die Priorität, entweder Wärme oder Strom zu erzeugen. So führt z. B. der Betrieb des PVT-Kollektors bei niedrigen Temperaturen zu einem Kühleffekt der PV-Zellen und damit zu einer Erhöhung der elektrischen Leistung. Allerdings muss die Wärme auch bei niedrigen Temperaturen genutzt werden können.

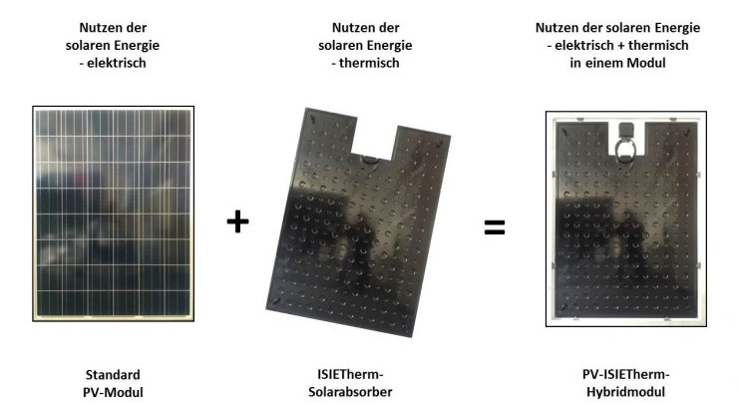
Beispiel unabgedeckter PVT-Kollektor

### Unabgedeckter Kollektor
Unabgedeckte PVT-Kollektoren, auch als wind- und/oder infrarotstrahlungsempfindliche PVT-Kollektoren (WISC: wind and infrared sensitive collector) bezeichnet, bestehen typischerweise aus einem PV-Modul mit einer Wärmeübertragerstruktur, die auf der Rückseite des PV-Moduls angebracht ist. Während es sich bei den meisten PVT-Kollektoren um vorgefertigte Einheiten handelt, werden oder wurden auch Wärmeübertrager für die Nachrüstung von handelsüblichen PV-Modulen angeboten. In beiden Fällen ist ein guter und langzeitstabiler thermischer Kontakt mit einem hohen Wärmeübergangskoeffizienten zwischen den PV-Modulen und dem Wärmeträger unerlässlich. Die Rückseite des unabgedeckten PVT-Kollektors kann mit einer Wärmedämmung (z. B. Mineralwolle oder Hartschaum) versehen werden, um die Wärmeverluste des erwärmten Wärmeträgers zu reduzieren. Nicht wärmegedämmte PVT-Kollektoren sind vorteilhaft wenn sie nahe und unterhalb der Umgebungslufttemperatur betrieben werden.
Trotz der Bezeichnung als unabgedeckte Kollektoren handelt es sich in der Regel um Solarmodule mit Frontglas und anlaminierten Solarzellen. Es gibt dabei aber keinen wärmedämmenden Luftspalt zwischen (Glas-)Oberfläche und dem wärmeabsorbierenden Medium, so dass sich die thermischen Eigenschaften eher denen von Solarkollektoren ohne Frontglas ähneln und sich das Modul weniger stark aufheizt.
Unabgedeckte PVT-Kollektoren können wie folgt kategorisiert werden in:
- Unabgedeckter PVT-Kollektor mit Wärmedämmung der Rückwand;
- Unabgedeckter PVT-Kollektor ohne Wärmedämmung der Rückwand bzw. ohne Rückwand unterhalb des Wärmekollektors; bei letzten können zusätzliche Kühlrippen vorhanden sein, die die Wärmeübertragung aus der Umgebungsluft in das Wärmeträgermedium verbessern, sie übernehmen dann im Grunde zwei Aufgaben weitgehend unabhängig voneinander, die Stromerzeugung am Tage und die Wärmegewinnung rund um die Uhr für eine Wärmepumpe.

Unabgedeckte PVT-Kollektoren können auch zur Kühlung eingesetzt werden, indem die Abwärme des Kühlprozesses über den PVT-Kollektor an die Umgebungsluft abgeführt oder der Strahlungskühleffekt genutzt wird. Dabei wird entweder Luft oder eine Flüssigkeit abgekühlt, die für HLK-Anwendungen genutzt werden kann. Der zusätzliche Wärmeeintrag in der Kollektor führt allerdings zu verschlechtertem elektrischen Wirkungsgrad.

### Luft-Sole-Kollektor

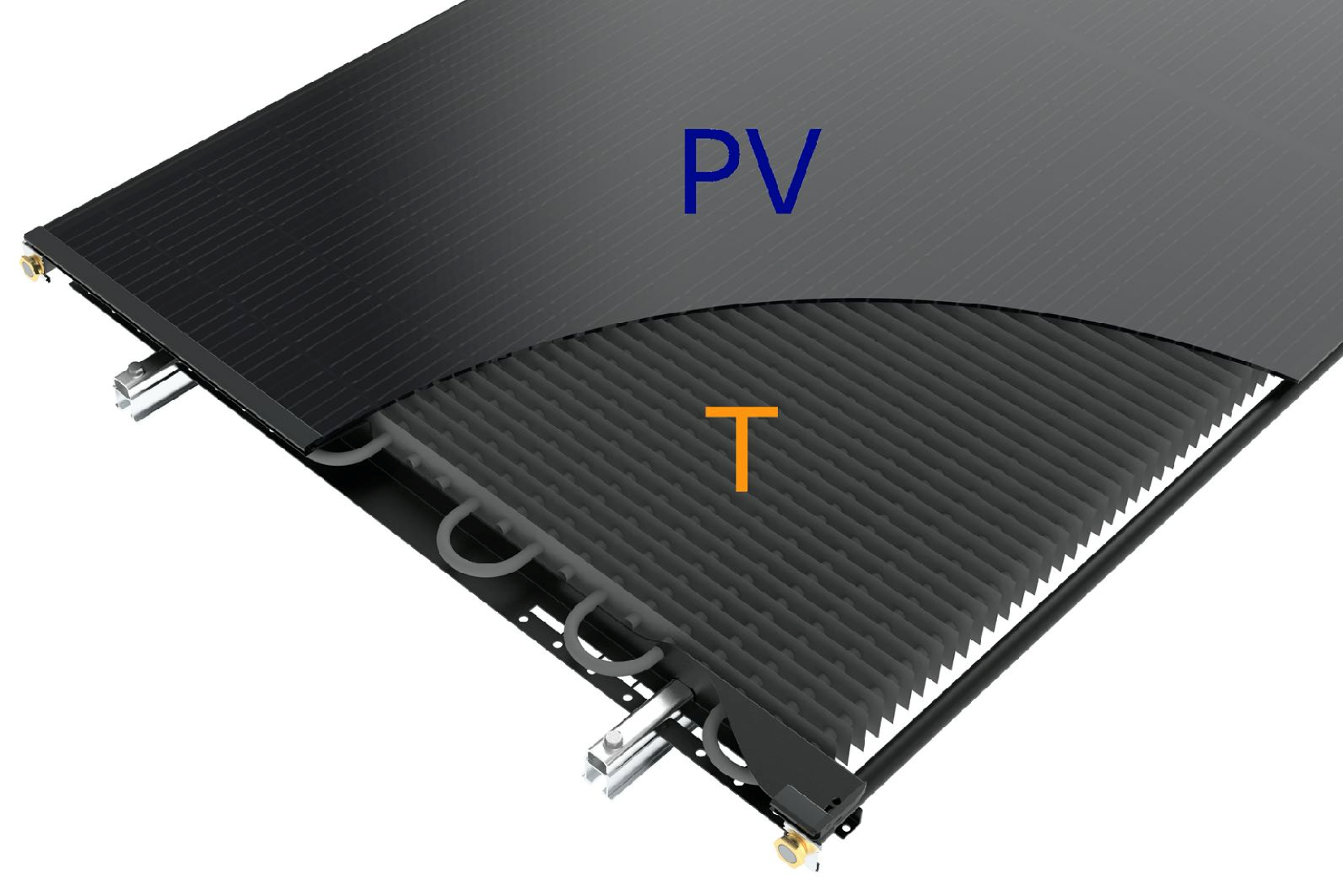
Beispiel PVT-Luft-Sole-Kollektor: Ansichten

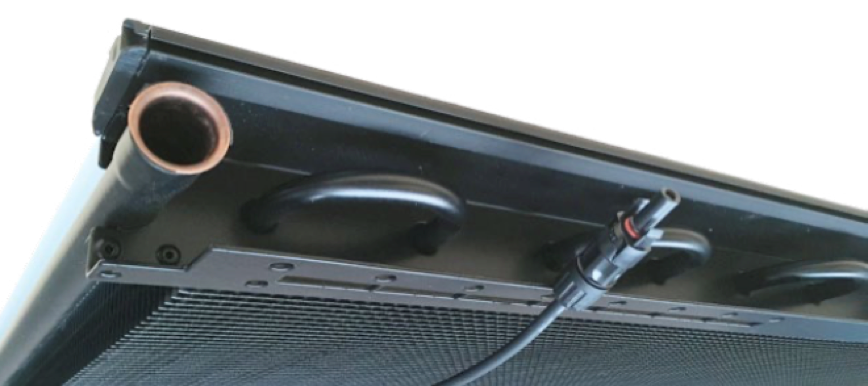
Beispiel PVT-Luft-Sole-Kollektor: Anschlüsse

Luft-Sole Kollektoren sind Sonnenkollektoren, die so konzipiert sind, dass sie sowohl die Solarstrahlung als auch die thermische Energie der Umgebungsluft als Wärmequelle nutzen. Werden PVT-Kollektoren als alleinige Wärmequelle einer Wärmepumpe eingesetzt, die auch betrieben wird, wenn die Sonne nicht scheint, ist dies ohne quellenseitigen Speicher nur durch erhöhten Wärmeentzug aus der Luft möglich. Sogenannte PVT-Luft-Sole-Kollektoren sind daher mit einem Luft-Sole-Wärmeübertrager auf der Rückseite ausgestattet und i. d. R. unabgedeckt. Die Flüssigkeit, die durch die Wärmeübertragerstruktur strömt, kann somit sowohl von der solaren Abwärme des PV-Moduls als auch durch Wärmeentzug aus der Luft erwärmt werden. Damit im zweiten Fall die Temperatur der Flüssigkeit möglichst bis nahe an die Umgebungstemperatur kommt, um einen effizienten Wärmepumpenbetrieb zu ermöglichen, ist ein Wärmeübertrager mit hohem Wärmeübertragungsvermögen zur Luft nötig. PVT-Luft-Sole-Kollektoren eignen sich durch die gute Wärmeabgabe an die Luft auch zur Kühlung.

### Abgedeckter PVT-Kollektor
Abgedeckte bzw. verglaste PVT-Kollektoren haben eine zusätzliche (Sekundär-)Verglasung, die eine wärmedämmende Luftschicht zwischen dem PV-Modul und der Sekundärverglasung einschließt. Dadurch werden Wärmeverluste reduziert und der thermische Wirkungsgrad bei Temperaturen über Umgebungstemperatur erhöht. Dadurch können abgedeckte PVT-Kollektoren deutlich höhere Temperaturen erreichen als PV-Module oder unabgedeckte PVT-Kollektoren. Die Betriebstemperaturen hängen hauptsächlich von der Eintrittstemperatur des Wärmeträgers und der Umgebungstemperatur ab. Die durchschnittliche Wärmeträgertemperatur kann zwischen 20 °C bei Schwimmbadanwendungen und 80 °C für Warmwasser und Heizungsunterstützung liegen. Sind die Betriebstemperaturen von abgedeckten PVT-Kollektoren höher als die Betriebstemperaturen von gewöhnlichen PV-Modulen so wird der PV-Wirkungsgrad reduziert.
Abgedeckte PVT-Kollektoren ähneln in Form und Aufbau den herkömmlichen Flachkollektoren. Jedoch absorbieren PV-Zellen anstelle von spektralselektiven Absorberschichten die einfallende Solarstrahlung und erzeugen neben der Solarwärme auch elektrischen Strom.

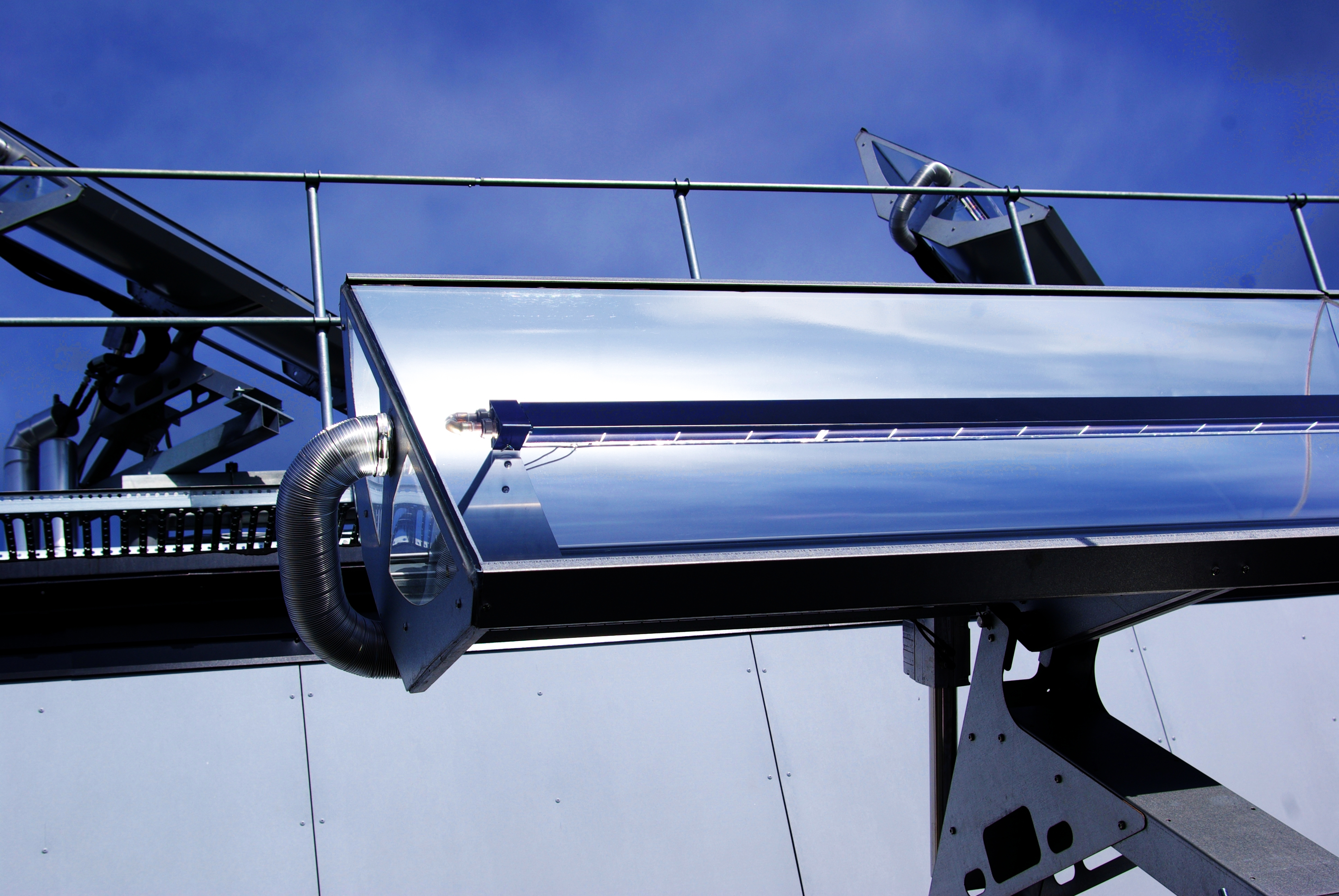
Beispiel konzentrierender PVT-Kollektor

### Konzentrierender Kollektor
Konzentrierende PVT-Kollektoren haben den Vorteil, dass die Anzahl der benötigten PV-Zellen reduziert werden kann. Daher ist es möglich, effizientere und damit auch teurere PV-Zellen zu verwenden. Durch die Konzentration der Solarstrahlung wird auch eine kleinere PVT-Absorberfläche benötigt. Dadurch reduzieren sich die Wärmeverluste an die Umgebung, was den thermischen Wirkungsgrad bei höheren Betriebstemperaturen verbessert.
Konzentrierende PVT-Kollektoren können der Sonne nachgeführt werden, um hohe Betriebstemperaturen zu erzielen oder aber in den Schatten gedreht werden, um die PVT-Kollektoren vor zu hohen Temperaturen zu schützen. Es gibt jedoch auch stationäre PVT-Kollektoren, die sogenannte nicht-abbildende Reflektoren verwenden, wie z. B. den Compound Parabolic Concentrator (CPC), und die der Sonne nicht nachgeführt werden müssen.
Unter idealen Bedingungen können etwa 70 % der auftreffenden Solarstrahlung als Strom und Wärme bei Temperaturen von bis zu 160 °C genutzt werden.

## Anwendungen

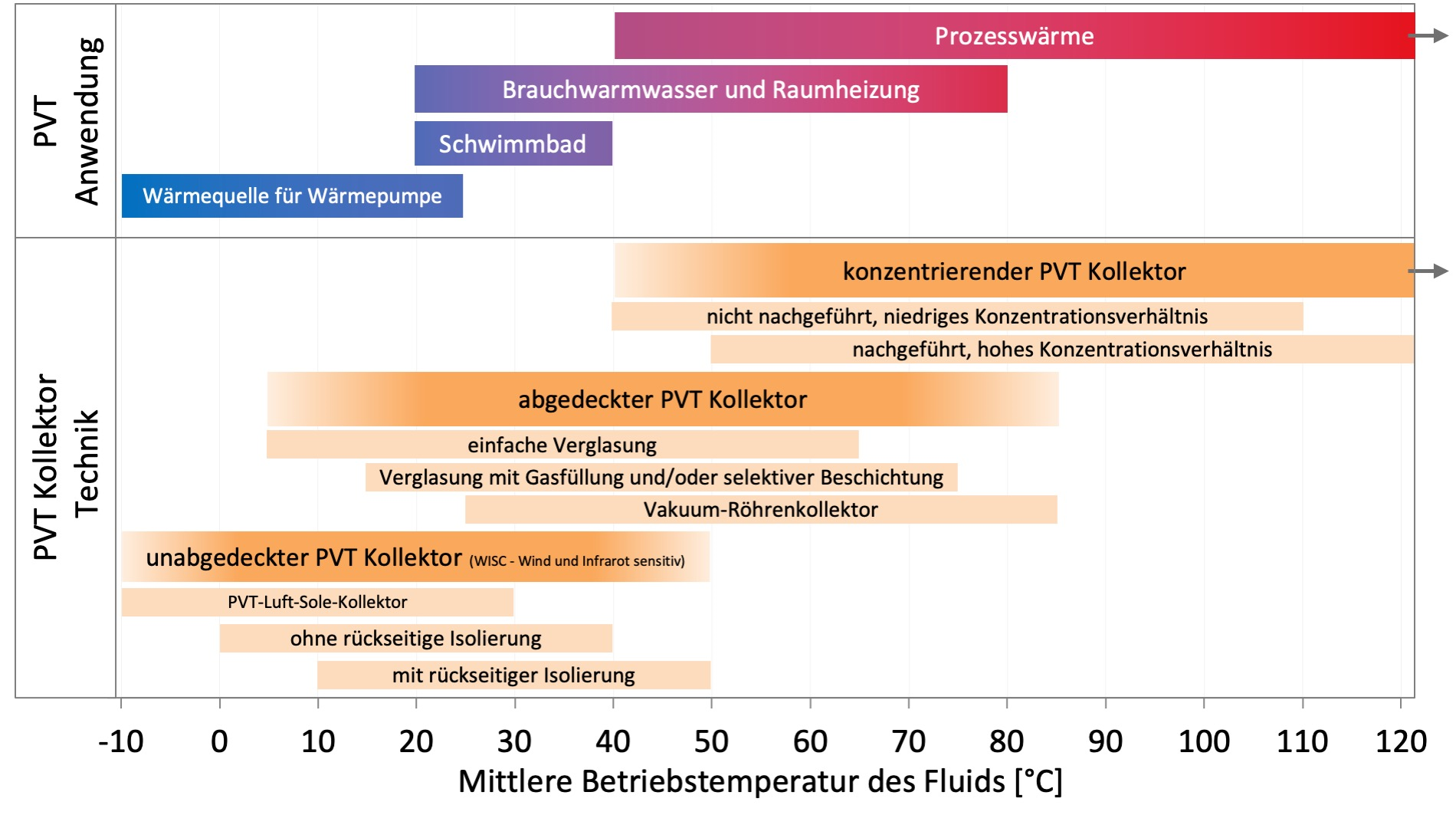
Übersicht der PVT-Kollektorbauformen und PVT-Anwendungen nach Betriebstemperatur

Die Anwendungsbereiche von PVT-Kollektoren und allgemein von solarthermischen Kollektoren lassen sich entsprechend des Temperaturniveaus einteilen:
- Niedertemperaturanwendungen bis zu 50 °C
- Mitteltemperaturanwendungen bis zu 80 °C
- Hochtemperaturanwendungen über 80 °C

Zu den Niedertemperaturanwendungen gehören Wärmepumpensysteme und die Erwärmung des Beckenwassers von Schwimmbädern oder Wellnesszentren bis zu 40 °C. PVT-Kollektoren in Wärmepumpensystemen dienen entweder zur Erschließung der Niedertemperaturquelle für den Verdampfer der Wärmepumpe oder zur Beladung eines Speichers im mittleren Temperaturbereich. Darüber hinaus ist die Regeneration des Erdreichs bei erdgekoppelten Wärmepumpen möglich. Unabgedeckte PVT-Kollektoren mit einer verbesserten Wärmeübertragung zwischen der Luft und dem Wärmeträger (PVT Luft-Sole-Kollektoren oder PVT-Wärmepumpenkollektoren) können auch als Wärmequelle eines Wärmepumpensystems dienen, und so die Nutzung der Umgebungsluft als Wärmequelle ermöglichen. In Kombination mit einem entsprechenden Anlagenkonzept ist auch eine Klimatisierung des Gebäudes möglich.
Mitteltemperaturanwendungen mit Temperaturen von 30 °C bis 80 °C findet man z. B. in den Bereichen Raumheizung und Trink-Warmwasserbereitung. Das benötigte Temperaturniveau der jeweiligen Anlage richtet sich nach den Anforderungen des Wärmeversorgungssystems für die Trink-Warmwasserbereitung (z. B. Frischwasserstation, Legionellenprävention) und für die Raumheizung wie z. B. Fußbodenheizung, Radiatoren bzw. Heizkörper. Das PVT-Kollektorfeld kann auch so dimensioniert werden, dass es nur kleinere Anteile des Wärmebedarfs deckt, z. B. zur Trink-Warmwasservorwärmung, wodurch die Betriebstemperaturen des PVT-Kollektors reduziert werden.
Solare Prozesswärme umfasst eine Vielzahl von industriellen Anwendungen mit relativ niedrigen bis hohen Temperaturanforderungen wie z. B. die Erwärmung von Wasser für Reinigungsprozesse oder die Bereitstellung von Wärme für lebensmitteltechnische und chemische Prozess, wie z. B. Pasteurisierung.
Abhängig von der Art des Wärmeträgers eignen sich PVT-Kollektortechnologien für verschiedene Anwendungen:
- PVT-flüssigkeitsgekühlter Kollektor: Trinkwassererwärmung Raumheizung, industrielle Prozesswärme
- PVT-Luftkollektor: Trocknung landwirtschaftlicher Produkte, Gebäudeheizung in Verbindung mit luftbasierten Heizungssystemen

PVT-Technologien können einen wichtigen Beitrag zur Deckung des weltweiten Energiebedarfs in den Bereichen Strom, Wärme und/oder Kälte leisten.

## Vorteile von PVT-Kollektoren
- effiziente Flächenausnutzung, d. h. mehr Energie pro Quadratmeter Fläche als bei einer ausschließlichen Nutzung der Fläche mit einem solarthermischen Kollektor oder einem PV-Modul
- erhöhter PV-Wirkungsgrad, wenn das in den PVT-Kollektor integrierte PV-Modul durch die Abfuhr von Nutzwärme unter die normale Betriebstemperatur von PV-Modulen gekühlt wird
- einheitliches Erscheinungsbild auf der Dachfläche
- Verbesserung der Jahresarbeitszahl bei Verwendung in Kombination mit einer Wärmepumpe
- Im Vergleich zu getrennten Systemen gleichbleibende bis geringere Kosten

## Normen und Zertifizierung
Mit dem Solar-Keymark-Zeichen wurde ein europäisches Zertifizierungszeichen, „dass die Übereinstimmung von Produkten und Dienstleistungen mit Europäischen Normen dokumentiert“ geschaffen. Neben der unabhängigen Typprüfung durch neutrale Prüflabore und der Inspektion der Produkte, sowie der Fertigungsprozesse, wird eine werkseigene Produktionskontrolle in Anlehnung an die EN ISO 9001 gefordert, die einer jährlichen Überwachung und zweijährlichen Produktprüfung unterliegt. Die Produkte werden dabei sowohl im Außentest, als auch im Labor unter fest geregelten Testbedingungen nach DIN EN ISO 9806 auf die thermische Leistungsfähigkeit, Dauerhaftigkeit, Zuverlässigkeit und Sicherheit geprüft. Die entsprechenden Anforderungen sind in der Norm DIN EN ISO 12975 festgeschrieben.